# Atalantycha dentiger
Atalantycha dentiger là một loài bọ cánh cứng trong họ Cantharidae. Loài này được Leconte miêu tả khoa học năm 1851.